# Gornje Prekrižje
Gornje Prekrižje je naseljeno mjesto u Republici Hrvatskoj u Zagrebačkoj županiji. 

## Zemljopis
Administrativno je u sastavu općine Krašić. Naselje se proteže na površini od 2,22 km².

## Stanovništvo
Prema popisu stanovništva iz 2001. godine u Gornjem Prekrižju živi 49 stanovnika i to u 16 kućanstava. Gustoća naseljenosti iznosi 22,07 st./km².
| broj stanovnika | 135   | 166   | 181   | 197   | 199   | 208   | 157   | 138   | 167   | 155   | 112   | 111   | 78    | 76    | 49    | 50    | 40    |
|                 | 1857. | 1869. | 1880. | 1890. | 1900. | 1910. | 1921. | 1931. | 1948. | 1953. | 1961. | 1971. | 1981. | 1991. | 2001. | 2011. | 2021. |

## Znamenitosti
- Crkva sv. Mihovila, zaštićeno kulturno dobro